# Sorbus gonggashanica
Sorbus gonggashanica es una especie de planta del género Sorbus, perteneciente a la familia Rosaceae.

## Taxonomía
Sorbus gonggashanica fue descrita por Hugh A. McAllister en 2005.

## Distribución
Se encuentra en el territorio centro-sur de China.